# مارک آی مینی
Mark آی مینی (Mark I Mini) خودرویی است که در سال‌های ۱۹۵۹–۱۹۶۷در بیرمنگام، انگلند، انگلند، سیدنی، استرالیا، بلژیک، پورتو، پرتغال و لیسبون و پرتغال تولید شده‌است. طراحی آن خودروهای موتور جلو-محور جلو بوده است. سیستم جعبه‌دندهٔ آن ۵ دنده به دو صورت خودکار و دستی است.